# 모리사코 에이
모리사코 에이 (森迫永依, 1997년 9월 11일 ~ )는 일본의 영화배우이다. 2002년 아사히 TV 드라마 《인풍전대 허리켄쟈》로 데뷔했다. 현재 오오타 프로덕션 소속이다.

## 참가 작품

### 영화
- 《개와 함께 걸어봐요》 (2004)
- 《천사》 (2006)
- 《츠키가미》 (2007)
- 《라스트 러브》 (2007)
- 《마이 마이 신코 이야기》 (2009)
- 《여자 이야기》 (2009)
- 《요나 요나 펭귄》 (2009)
- 《태양의 유산》 (2011)

### 방송
- 《노부타 프로듀스》 (2005)
- 《빙점》 (2006)
- 《농담이 아니야!》 (2007)
- 《정말로 있었던 무서운 이야기 여름 특별편 2007》 (2007)
- 《0호실의손님》 (2009~2010)
- 《외과의 스마 히사요시》 (2010)
- 《겨울의 벚꽃》 (2011)
- 《블랙보드 ~시대와 싸운 교사들~》 (2012)